# Allonyx
Allonyx là một chi bọ cánh cứng trong phân họ Clerinae, họ Cleridae. Hiện tại ghi nhận loài Allonyx quadrimaculatus thuộc chi này.